# استان آبیلا
آبیلا استانی در غرب اسپانیا و در جنوب بخش خودمختار کاستیا-لئون است.
این استان هم‌مرز با استان‌های تولدو، کاسرس، سالامانکا، وایادولید، سگوبیا و مادرید است.
آبیلا دارای ۱۶۵٬۱۳۸ (۲۰۰۲) نفر جمعیت است.
مرکز آن آبیلا است.
پیکو آلمانزور (Pico Almanzor) بلندترین نقطه در استان است.
این استان ۲۴۸ دهستان دارد.